# پت تیلمن
پت تل (انگلیسی: Pat Tillman؛ ۶ نوامبر ۱۹۷۶ – ۲۲ آوریل ۲۰۰۴) یک ورزشکار و فرد نظامی اهل ایالات متحده آمریکا بود.